# Pseudolaguvia kapuri
Pseudolaguvia kapuri är en fiskart som först beskrevs av S.T. Tilak och Husain, 1975.  Pseudolaguvia kapuri ingår i släktet Pseudolaguvia och familjen Erethistidae. IUCN kategoriserar arten globalt som livskraftig. Inga underarter finns listade i Catalogue of Life.